# Zduńska Wola (gmina wiejska)
Zduńska Wola – gmina wiejska w województwie łódzkim, w powiecie zduńskowolskim. W latach 1975–1998 gmina położona była w województwie sieradzkim.
Siedziba gminy to Zduńska Wola.

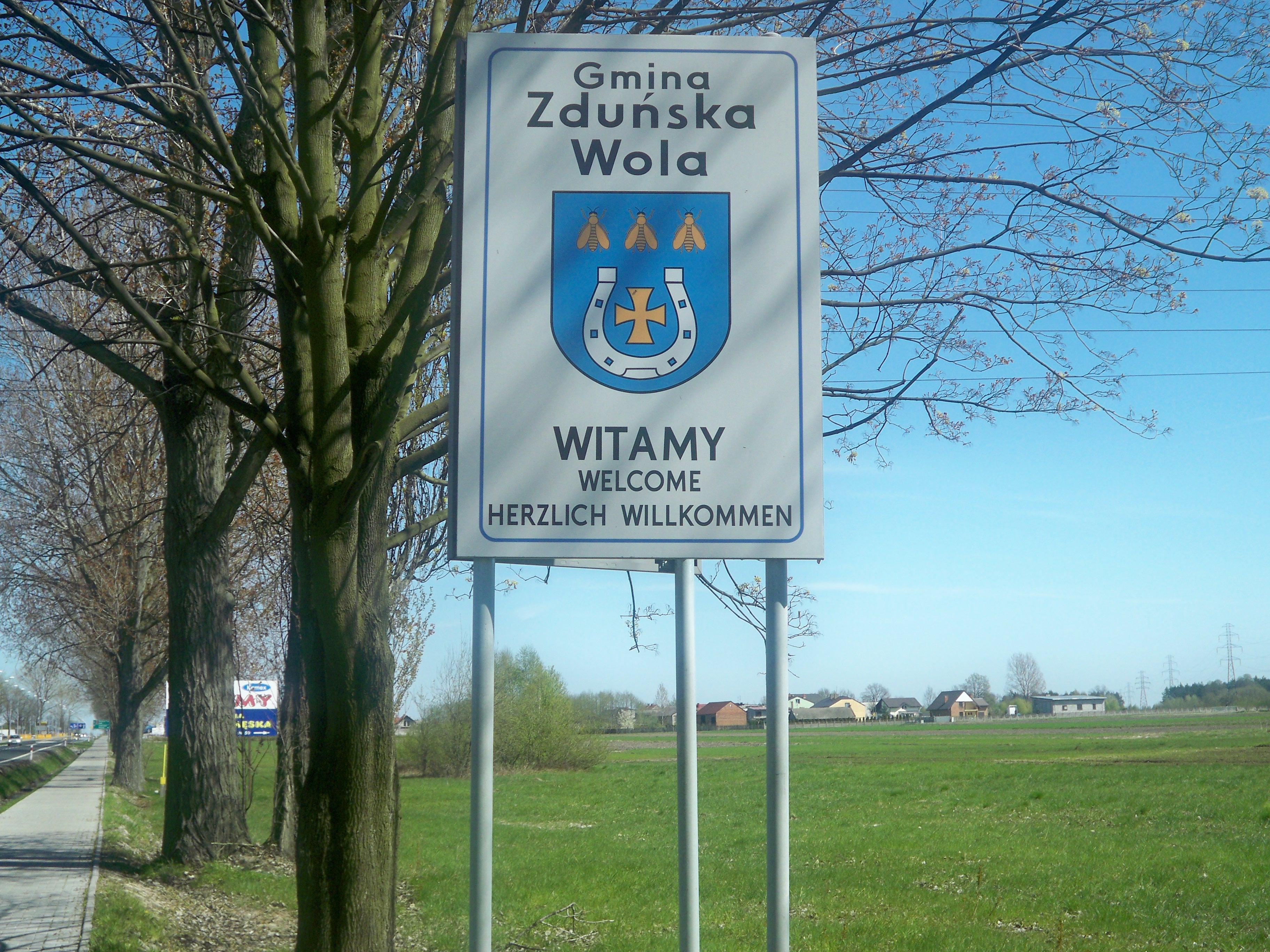
Witacz od strony Czech

Według danych z 30 czerwca 2004 gminę zamieszkiwały 11 162 osoby.

## Struktura powierzchni
Według danych z roku 2002 gmina Zduńska Wola ma obszar 111,54 km², w tym:
- użytki rolne: 70%
- użytki leśne: 25%

Gmina stanowi 30,21% powierzchni powiatu. 

## Rezerwaty przyrody
Na terenie gminy znajdują się następujące rezerwaty przyrody:
- rezerwat przyrody Jabłecznik – chroni ekosystemy leśne o cechach zespołów naturalnych grądu i boru mieszanego z jodłą w pobliżu północnej granicy jej zasięgu,
- rezerwat przyrody Wojsławice – chroni ekosystemy leśne o cechach grądu, łęgu jesionowo-olszowego oraz boru mieszanego z jodłą na północnej granicy zasięgu.

## Demografia

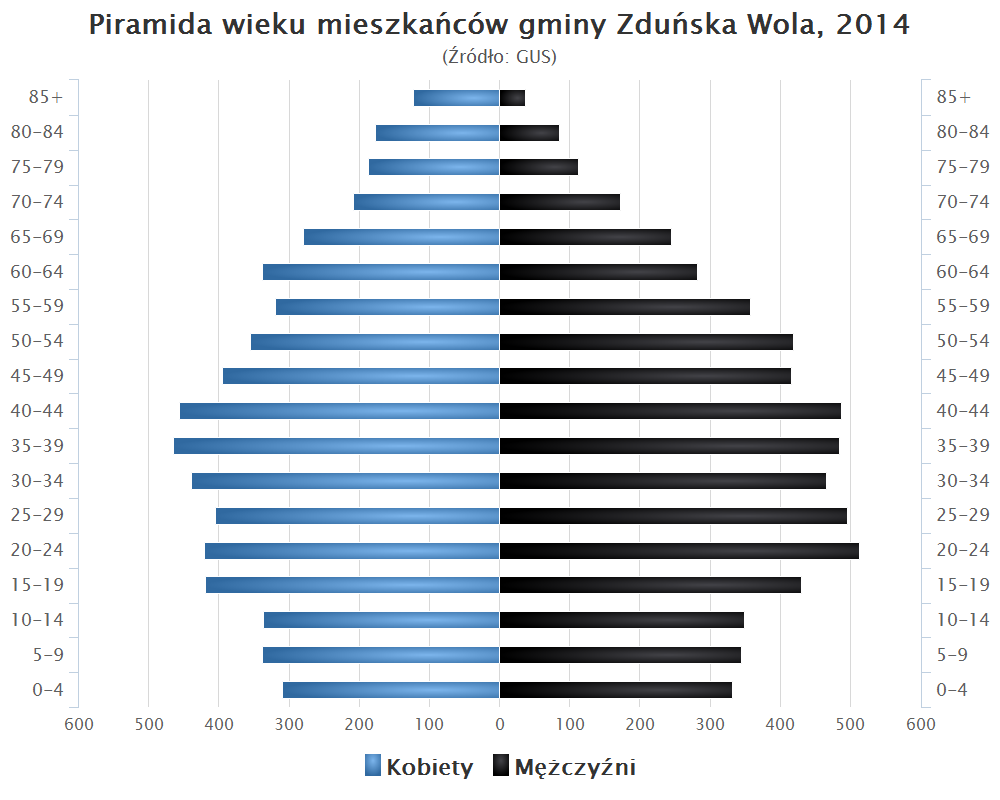
Piramida wieku mieszkańców gminy Zduńska Wola w 2014 roku

Dane z 31 grudnia 2017 roku.
| Opis                              | Ogółem | Ogółem | Kobiety | Kobiety | Mężczyźni | Mężczyźni |
| --------------------------------- | ------ | ------ | ------- | ------- | --------- | --------- |
| jednostka                         | osób   | %      | osób    | %       | osób      | %         |
| populacja                         | 12 154 | 100    | 6053    | 49,8    | 6101      | 50,2      |
| gęstość zaludnienia (mieszk./km²) | 108    | 108    | 53      | 53      | 55        | 55        |

## Sołectwa
Annopole Nowe, Annopole Stare, Biały Ług, Czechy, Gajewniki, Gajewniki-Kolonia, Henryków, Izabelów, Janiszewice, Karsznice, Kłady, Korczew, Krobanów, Michałów, Mostki, Ochraniew, Ogrodzisko, Opiesin, Ostrówek, Piaski, Polków, Poręby, Pratków, Rębieskie i Nowe Rębieskie (wspólne sołectwo Rębieskie), Suchoczasy, Tymienice, Wojsławice, Wólka Wojsławska, Wymysłów, Zamłynie, Zborowskie.

## Pozostałe miejscowości
Andrzejów, Beniaminów, Dionizów, Izabelów Mały, Karolew, Kęszyce, Krobanówek, Laskowiec, Maciejów, Rębieskie-Kolonia, Wiktorów.

## Sąsiednie gminy
Łask, Sędziejowice, Sieradz, Szadek, Warta, Zapolice, Zduńska Wola (miasto)